# Alcolea
Alcolea – gmina w Hiszpanii, w prowincji Almería, w Andaluzji, o powierzchni 67,52 km². W 2011 roku gmina liczyła 895 mieszkańców.